# کلی زیمان
کلی زیمن (انگلیسی: Kelly Zeeman؛ زادهٔ ۱۹ نوامبر ۱۹۹۳) بازیکن فوتبال اهل پادشاهی هلند است.
وی همچنین در تیم ملی فوتبال زنان هلند بازی کرده‌است.